# Den Haag Laan van NOI
Den Haag Laan van NOI – stacja kolejowa w Hadze, w prowincji Holandia Południowa, w Holandii. Stacja została otwarta w 1907.
| Den Haag Laan van NOI                  |  |                                     |
| Linia Amsterdam – Rotterdam (59 km)    |  |                                     |
| Den Haag Hollands Spoorodległość: 2 km |  | Den Haag Mariahoeve odległość: 2 km |